# Robert Mandrou
Robert Mandrou (Paris, 31 de janeiro de 1921 — 25 de março de 1984) foi um historiador francês, integrante da segunda geração da Escola dos Annales.
Recebeu o Prêmio Gobert em 1978.

## Obras
- Histoire de la civilisation française (2 vol. em colaboraç̃ao com Georges Duby), Paris, Armand Colin, 1958, 3e. éd., 1964.
- Introduction à la France moderne. Essai de psychologie historique, Paris, Albin Michel, 1961 ; 2e. éd. 1974. Nouvelle édition 1998.
- De la culture populaire en France aux XVIIe et XVIIIe siècles, Paris, Stock, 1964.
- Classes et luttes de classes dans la France du du XVIIe siècle, Florence, d'Anna, 1965.
- La France des XVIe et XVIIe siècles, Paris, PUF, Coll. Nouvelle Clio, 1967, nouvelle édition, por Monique Cottret, 1987 e 1996.
- Magistrats et sorciers en France au XVIIe siècle, Paris, Plon, 1968 (tese de doutoramento).
- Les Fugger, propriétaires fonciers en Souabe (fin du XVIe siècle), Paris, Plon, 1969.
- Les Sept jours de Prague, 21-27 août 1968. Première documentation historique complète de l'entrée des troupes aux accords de Moscou, Paris, 1969.
- Encyclopaedia Universalis, t.8, 1970: article Histoire: 1. le statut scientifique de l'histoire; 2. l'histoire des Mentalités.
- Louis XIV en son temps, Paris, PUF, 1973.
- Des humanistes aux hommes de science, Paris, Seuil, 1973.
- L’Europe absolutiste. Raison et raison d’État (1649–1775), Paris, Fayard, 1977, rééd. 1995.
- Possession et sorcellerie en France au  XVIIe siècle, Paris, 1979.

1. ↑  «Grand Prix Gobert | Académie française». www.academie-francaise.fr. Consultado em 24 de maio de 2021